# Yvonne Chapman
Yvonne Chapman (Calgary, 7 oktober 1988) is een Canadees actrice. Ze speelde in diverse films en series, waaronder Darc, The 100 en Avatar: The Last Airbender.

## Filmografie

### Film
- 2015: Broad Strokes, als Ashley
- 2015: Soulitude, als Joanna
- 2016: Save Us, als Maria
- 2016: Yesterday Was the Day We Died, als Lydia
- 2018: Darc, als schoonheidsspecialist
- 2019: La Buena, als officier
- 2019: Day Break, als Amy
- 2021: Heretic, als duivel
- 2023: The Stanger, als Jackie
- 2023: Dragon Fruit, als 'de moeder'
- 2025: Palindrome, als therapeut

### Televisie
- 2016: Second Chance, als Tammy
- 2017: The 100, als Pei's dochter
- 2018: The Crossing, als Kate
- 2019: Street Legal, als Mina Lee
- 2020: Diggstown, als Jay Mitchum
- 2021-2023: Kung Fu, als Zhilan Zhang
- 2021: Family Law, als Danielle Lim
- 2021: Hudson & Rex, als Angel
- 2024: Avatar: The Last Airbender, als Avatar Kyoshi
- 2024: Superman & Lois, als Amanda McCoy